# たくみ靖明
たくみ 靖明（たくみ やすあき、1982年10月23日 - ）は、日本の声優、俳優。愛知県出身。東京俳優生活協同組合所属。旧名義は内匠 靖明（読みは同じ）。

## 略歴
入院をしていた時に、同じ病室にアニメ、特撮ヒーローを観ていた子供達を見ており、当時は「野球、運動すらしてはいけない」と言われていたが、「声の世界だったら自分の身体でもできるし、子供たちに勇気を与えられるかもしれない」と思ったことから声優を目指した。
2004年にNTCを経て、2005年に俳協ボイスアクターズスタジオ28期生として入所し、2006年より東京俳優生活協同組合に所属。
2021年4月9日、自身のTwitterにて中嶋あきと結婚したことを発表した。
2025年3月10日、同日付で芸名表記を「内匠 靖明」から「たくみ靖明」へ変更したことを発表した。

## 人物
以前同じ事務所に所属していた先輩の岸尾だいすけが主催するイベント「だいすけだいさくせん」のレギュラーメンバー。同じくレギュラーメンバーの出先拓也と前説を担当している。
声種はハイバリトン。趣味は野球、カラオケ、スーパー銭湯。特技はアクション。免許・資格は普通自動車免許、漢字検定2級。

## 出演
太字はメインキャラクター。

### テレビアニメ
2008年
- 乃木坂春香の秘密（カメコD）

2009年
- 君に届け（2009年 - 2011年、三上伸、鶴岡智和） - 2シリーズ
- けいおん!（廃品回収の声）
- ジュエルペット（副将、桶川ミッチー）
- BLEACH（死神C）

2010年
- おおきく振りかぶって 〜夏の大会編〜（竹之内善斗）
- けいおん!!（男）
- 屍鬼（武藤、武藤保、田代正紀、鶴見、ラブ）
- STAR DRIVER 輝きのタクト（クラスメイト）
- 戦う司書 The Book of Bantorra（ランパー）
- デュラララ!!（ブルースクエアD）
- 薄桜鬼 碧血録（大鳥圭介）
- 爆丸バトルブローラーズ ニューヴェストロイア（エース・グリット）
- バクマン。（男子生徒）
- 遊☆戯☆王5D's（ミツル）

2011年
- THE IDOLM@STER（カメラマン、MCB）
- 異国迷路のクロワーゼ The Animation（興行主の男）
- クレヨンしんちゃん（2011年 - 2025年、客C、客A、イケメン、テレビの芸人B、TVCM男性 他）
- それいけ!アンパンマン（クマおじさん）
- とある魔術の禁書目録II（スキルアウト）
- ドラえもん（テレビ朝日版第2期）（犬の飼い主）
- 花咲くいろは（生徒）
- Persona4 the ANIMATION（井上）
- ベン・トー（狼A、部員A、小便小僧、狼B）
- まじっく快斗（警官）
- もしドラ（新見大輔、キャッチャー、柳沢英伸）
- 遊☆戯☆王ZEXAL（2011年 - 2013年、太一、ガイルーダ、オボット、デュエリスト、コヨーテ 他） - 2シリーズ
- ラストエグザイル-銀翼のファム-（報告兵、上官）
- ロウきゅーぶ!（先輩A）

2012年
- アクエリオンEVOL（見張り）
- あの夏で待ってる（男子生徒、学生A）
- うぽって!!（コーヘイ1）
- AKB0048（2012年 - 2013年、WOTA A、男、見張り、部下） - 2シリーズ
- エリアの騎士（鎌倉大学選手B、男子生徒、お客）
- クロスファイト ビーダマン（2012年 - 2013年、少年 / 御代カモン） - 2シリーズ
- SKET DANCE（映研部員、不良C）
- ゼロの使い魔F（アリィー）
- 探偵オペラ ミルキィホームズ 第2幕（看守、禁アメ会の進行）
- ハイスクールD×D（2012年 - 2018年、松田） - 4シリーズ
- バトルスピリッツ 覇王（古屋リュウタ）
- ポケットモンスター ベストウイッシュ（審判）
- モーレツ宇宙海賊（管制官、ジュナイ・クールフ、コジャ）
- メタルファイト ベイブレード ZEROG（ブレーダーD）
- 輪廻のラグランジェ（アラン・ワン、浜元茂希、南沢一登、江上雷人、トリチェリ、クリマーレ、セロ、由升一二三、嶋元中也）

2013年
- THE UNLIMITED 兵部京介（アナウンサー）
- 断裁分離のクライムエッジ（キャスター）
- DEVIL SURVIVOR2 the ANIMATION（民間人A）

2014年
- オオカミ少女と黒王子（滝井雄一）
- 最近、妹のようすがちょっとおかしいんだが。（鳥井正太郎）
- 人生相談テレビアニメーション「人生」（赤松勇樹）
- 魔弾の王と戦姫（オリビエ）
- 遊☆戯☆王ARC-V（茂古田未知夫）

2015年
- 赤髪の白雪姫（シキト）
- カードファイト!! ヴァンガードG シリーズ（2015年 - 2016年、綺場ウツギ） - 2シリーズ
- 神様はじめました◎（戦神建速）
- 機動戦士ガンダム 鉄血のオルフェンズ（2015年 - 2017年、昭弘・アルトランド） - 2シリーズ
- GATE 自衛隊 彼の地にて、斯く戦えり（藤堂鉄男）
- Charlotte（権藤）
- それが声優!（ミキサー）
- ハイキュー!! セカンドシーズン（古牧譲）
- ふうせんいぬティニー（コウモリ）
- プラスティック・メモリーズ（水柿ツカサ）
- 夜ノヤッターマン（ヤッター兵A）

2016年
- ALL OUT!!（2016年 - 2017年、御所染与一）
- 怪盗ジョーカー（スパイダーA）
- 逆転裁判 〜その「真実」、異議あり!〜（王都楼真悟）
- この美術部には問題がある!（二年男子）
- 斉木楠雄のΨ難（2016年 - 2018年、篠田タケル） - 2シリーズ
- 食戟のソーマ シリーズ（2016年 - 2017年、景浦久尚） - 2シリーズ
- タイガーマスクW（2016年 - 2017年、マイク・ロドリゲス）
- ナースウィッチ小麦ちゃんR（橘優斗）
- ベイブレードバースト（2016年 - 2022年、穴見運太、セニョール・アナミー、ハインリヒ、アキレス） - 6シリーズ
- ヘヴィーオブジェクト（ナッツレイ）
- ももくり（沢口慧眞）
- 霊剣山 星屑たちの宴（謝）
- Lostorage incited WIXOSS（金井秀彦）
- ワールドトリガー（2016年 - 2022年、辻新之助） - 3シリーズ

2017年
- 信長の忍び（2017年 - 2018年、浅井長政） - 3シリーズ
- 風夏（最上彰）
- 恋愛暴君（鶴岡太郎、警官）
- ナイツ&マジック（エドガー・C・ブランシュ）
- ゲーマーズ!（加瀬岳人）
- 魔法陣グルグル（ヤンバン）
- 大正メビウスライン ちっちゃいさん（柊京一郎）
- クジラの子らは砂上に歌う（マソオ）
- Just Because!（恵那の兄）

2018年
- 覇穹 封神演義（周公旦）
- ソードアート・オンライン オルタナティブ ガンゲイル・オンライン（2018年 - 2024年、マックス） - 2シリーズ
- ゴールデンカムイ（2018年 - 2023年、寅次） - 3シリーズ
- 異世界魔王と召喚少女の奴隷魔術（ガラク）
- ゾイドワイルド（2018年 - 2019年、ソダース）
- パズドラ（2018年 - 2024年、選手、審判、鬼崎キシン）
- ゴブリンスレイヤー（2018年 - 2023年、剣士） - 2シリーズ
- メルクストーリア -無気力少年と瓶の中の少女-（ユウの父）
- ポチっと発明 ピカちんキット（2018年 - 2019年、卯西母留造、お巡りさん）

2019年
- 勇気の花がひらくとき やなせたかしとアンパンマンの物語（たかし ）
- 転生したらスライムだった件（2019年 - 2024年、カリオン / ライオンマスク） - 4シリーズ
- えんどろ〜!（マチヨ兄）
- ぼくたちは勉強ができない（大森奏） - 2シリーズ
- ワンパンマン（業火のフレイム）
- とある科学の一方通行（伊東）
- Dr.STONE（アルゴ）
- バビロン（奥田椋成）
- ハイスコアガールII（チーマーの不良）

2020年
- あひるの空（北住部員、唐沢）
- ハクション大魔王2020（誘拐犯）
- 炎炎ノ消防隊 弐ノ章（サンチョ）

2021年
- 回復術士のやり直し（レナード）
- アイ★チュウ（バベル）
- ミュークルドリーミー みっくす!（優人）

2022年
- 薔薇王の葬列（ジョージ）
- スローループ（山川信也）
- シャドウバースF（2022年 - 2024年、雷同タツミ）
- 名探偵コナン（香月陽介）
- 忍たま乱太郎（2022年 - 2023年、スッポンタケ忍者、町人、忍者）

2023年
- サザエさん（2023年 - 2024年、井上 他）

2024年
- 黄昏アウトフォーカス（ルディ）
- 戦国妖狐 千魔混沌編（足利義晴）
- おじゃる丸（ピエル）

### 劇場アニメ
2010年代
- わすれなぐも（2011年、ヒーロー）
- セイクリッドセブン 銀月の翼（2012年、研究員）
- 009 RE:CYBORG（2012年、下士官）
- 魔法少女リリカルなのは The MOVIE 2nd A's（2012年）
- 音楽少女（2015年、坂田先生）
- 遊☆戯☆王 THE DARK SIDE OF DIMENSIONS（2016年）

2020年代
- サイダーのように言葉が湧き上がる（2021年、堪太）
- クレヨンしんちゃん 謎メキ!花の天カス学園（2021年、冷笑男子生徒）
- クレヨンしんちゃん もののけニンジャ珍風伝（2022年、削り忍者）

### OVA
2007年
- FREEDOM（村人達）

2010年
- デュラララ!!（少年）
- ひよ恋（柊）

2012年
- コードギアス 亡国のアキト（2012年 - 2015年、騎士A、アノウの部下B）
- 名探偵コナン BONUS FILE ファンタジスタの花（庄司）
- ハイスクールD×D（松田） - 小説第13巻BD付限定版
- 輪廻のラグランジェ 鴨川デイズ（上岳忠）

2014年
- 最近、妹のようすがちょっとおかしいんだが。（鳥井正太郎） - コミックス第7巻BD付き特装版
- 無邪気の楽園（反田省太） - コミックス第6巻 特典DVD

### Webアニメ
- 月曜日のたわわ（2016年 - 2021年、先輩[36]） - 2シリーズ
- ももくり（2016年、沢口慧眞[37]）
- ベイブレードバースト ガチ（2019年 - 2020年、穴見運太、アナミー）
- ベイブレードバースト スパーキング（2020年 - 2021年、穴見運太、アナミー）
- ベイブレードバースト ダイナマイトバトル（2021年 - 2022年、穴見運太、セニョール・アナミー）
- あたしンちNEXT（2024年、TVアナウンサー）

### ゲーム
2007年
- 株式売買トレーナーカブトレ!NEXT（タクヤ）

2009年
- L2 Love×Loop（エディック）
- 薄桜鬼 〜新選組奇譚〜（大鳥圭介）

2012年
- L.G.S 〜新説 封神演義〜（赤精子）

2013年
- X・A・O・C 〜ザオック〜（弥犬族・壮年）

2014年
- 大正メビウスラインPORTABLE（柊京一郎）

2015年
- ファイアーエムブレムif（シノノメ）
- ブレイブソード×ブレイズソウル（勇者ルル）
- ペルソナ4 ダンシング・オールナイト（井上実）
- 夢王国と眠れる100人の王子様（プリトヴェン）
- 私のヒモ男 〜イケメン拾いました〜（神崎ユウト）
- ファイナルファンタジーXIV（ゼフィラン・ド・ヴァルールダン）

2016年
- アイ★チュウ（バベル）
- AKIBA'S BEAT（結城カスガ）
- エンドライド-X fragments-（ウェルド）
- ガンダムジオラマフロント（一般兵）
- クイズRPG 魔法使いと黒猫のウィズ（ルベリ・クラクス）
- 白猫プロジェクト（ギュスターヴ・ガリアン）
- ソウルワーカー（エドガー）
- 薄桜鬼 真改 華ノ章（大鳥圭介）
- 薔薇に隠されしヴェリテ（レオナール）
- ファイアーエムブレム ヒーローズ（シノノメ）
- プラスティック・メモリーズ（水柿ツカサ）
- ベイブレードバースト（穴見運太）

2017年
- ガンダムバーサス（昭弘・アルトランド）
- ベイブレードバースト ゴッド（ハインリヒ、セニョール・アナミー）
- ニード・フォー・スピード ペイバック（タイラー・モーガン）

2018年
- 東京放課後サモナーズ（アイゼン、ワカン・タンカ）
- 機動戦士ガンダム エクストリームバーサス マキシブースト ON（昭弘・アルトランド）
- 機動戦士ガンダム エクストリームバーサス2（2018年 - 2025年、クロノクル・アシャー、昭弘・アルトランド） - 4作品

2019年
- SDガンダム GGENERATION（2019年 - 2025年、昭弘・アルトランド） - 2作品

2020年
- 聖剣伝説3 TRIALS of MANA（邪眼の伯爵、ヴィクター、グラン・クロワ）
- ライブ・ア・ヒーロー!（ナリヒト、ゴメイサ）

2021年
- スーパーロボット大戦DD（2021年 - 2024年、昭弘・アルトランド）
- m HOLD'EM（氷室穂高）
- スーパーロボット大戦30（昭弘・アルトランド） - DLC追加キャラクター

2022年
- 夢職人と忘れじの黒い妖精（マテオ）
- 機動戦士ガンダム アーセナルベース（昭弘・アルトランド）
- SDガンダム バトルアライアンス（昭弘・アルトランド）
- 機動戦士ガンダム 鉄血のオルフェンズG（昭弘・アルトランド）

2023年
- 信長の野望 出陣（今川義元、戸沢盛安）

2024年
- コードギアス 反逆のルルーシュ ロストストーリーズ（2024年 - 2025年、ティンク・ロックハート）
- 機動戦士ガンダム U.C. ENGAGE（クロノクル・アシャー〈2代目〉）

### ドラマCD
- テイルズ オブ ヴェスペリア 虚空の仮面 後編（2011年）
- ナナとカオル（2011年、堂本）
- L.G.S 〜新説 封神演義〜 ドラマCD 〜おいでませ妲己島、真夏のリゾート三本勝負!〜（2012年、赤精子[60]）
- 無邪気の楽園（2013年、反田省太）※『ヤングアニマル嵐』2013年8号付録CD・コミックス第4巻限定版付属CD[61]
- 大正メビウスライン PORTABLE / Vitable 店舗特典CD[注 1]（2014年 / 2016年、柊京一郎） - 2シリーズ
- アイドルマスター シンデレラガールズ WILD WIND GIRL（2016年 - 2018年、プロデューサー）※第1 - 5巻特装版オリジナルCD[62]
- 「機動戦士ガンダム 鉄血のオルフェンズ」EPISODE DRAMA（2017年、昭弘・アルトランド[63]）
- アイショタ（2019年、佐々木愛次郎）[注 2]
- サウンドドラマ 神様がうそをつく。（2021年、坂井丸雄） - 同人作品

### BLCD
2007年
- ご主人様はヤバい奴（部下）
- 雪花の檻に囚われ（兵士2）
- 桃色御伽草紙 〜MOMO♡CAN III〜（生徒）

2008年
- 龍王の愛人（手下2）

2009年
- 黒豹の騎士 〜美しき提督の誘惑〜（水兵）
- 遥山の恋（信俊、野次馬A、武者D）
- ラッキードッグ1 SUMMER CHANCE（乗客、ウエイター）

2010年
- 兄弟の事情（小塚）
- 恋は思案のほか（サトル）
- それなりに真面目なんです。（大沢直樹）※「家賃半分の居場所です。」同時収録作品
- プリンセスのお里帰り（友人）※『小説花丸』2011年冬の号付録CD

2011年
- 堕つればもろとも（和樹）
- してみて。（杉下真生）
- できちゃった男子（片岡敦彦）
- 無慈悲なオトコ（久遠の友人）
- もふもふっ!（ゼノン）
- 恋愛年齢（かずき）

2012年
- 彼じゃないけど（梶翔太）

2013年
- 無慈悲なアナタ（里仲）

2014年
- できちゃった男子 ハングリー編（飛翠の父）

2016年
- ギヴン -given-（2016年 - 2017年、春樹）
- ひとりじめマイヒーロー（2016 - 2017年、宝城常人）

2017年
- アホエロ（仲居の晶）
- トゥルース（ジュール・レルミット）

### ラジオドラマ
- 象の背中（窪田）
- 僕と少女と宇宙船（リオン・シモンズ）

### デジタルコミック
- ワールドトリガー（2013年、不良A 役[65]）

### 特撮
- 獣拳戦隊ゲキレンジャー（2007年、臨獣オーストリッチ拳チョウダ〈本体 / 分身〉の声）
- 炎神戦隊ゴーオンジャー（2008年、害水目蛮機獣ヒキガネバンキの声）
- 帰ってきた侍戦隊シンケンジャー 特別幕（2010年、司会者の声）
- 海賊戦隊ゴーカイジャー（2011年、下士官スゴーミンの声）

### 吹き替え

#### 映画
- カクテルナイトフィーバー シェイカーより愛をこめて（トロヤロフ）
- スプラッシュ（アラン・バウアー〈トム・ハンクス〉）※Disney+版
- 21オーバー 最初の二日酔い（ジェフ）
- フェーズ7（アベル）
- ブッシュ（マービン）
- RENT/レント（マーク）

#### ドラマ
- CSI:マイアミ
- フラーハウス（ヴァル）
- BULL / ブル 法廷を操る男

#### アニメ
- なんだかんだワンダー（2014年、ワンダー）
- ラプンツェル ザ・シリーズ（2017年、ヴァリアン）

### テレビドラマ
- 女優堕ち
- パーフェクト・リポート
- ほんとにあった怖い話

### テレビ番組
※はインターネット配信。
- アニメマシテ（2014年、テレビ東京）MC
- 夏休み!親子で楽しむ"自由研究でゲラゲラポー"（2015年、テレビ東京）
- 潜入!ベイブレードバースト ゴッドの謎にせまれ!!（2017年、テレビ東京）
- あの本、読みました?（2024年、BSテレ東）ナレーション

### ラジオ
- CLOCK"watch"ラジオ（年度不明、放送局不明）
- 皆川純子のビタミンR（2008年、超!アニメロの超!放送局）レギュラーアシスタント

### 舞台
- GAMBA!
- 義経鬼
- 霧の獅子
- ことだま屋本舗EXステージvol.3「ことだま屋×Z」『ア―ガンの巨神』（2018年3月18日、ツルギ）
- ことだま屋本舗EXステージvol.5「ことだま屋×Z PART2」『闇狩人Δ』（2018年9月15日・16日、秋月）
- ことだま屋本舗EXステージvol.7「ことだま屋×Z4」（2019年5月2日 - 6日）
  - 『アウターゾーン リ：ビジテッド』
  - 『闇狩人Δ』（秋月）
- ことだま屋本舗EXステージ配信トライアル公演『闇狩人Δ』（2021年1月27日、秋月）
- PINK
- ことだま屋本舗☆リーディング部その13（2022年）
  - 『かくれんぼ』（マモル）
  - 『夏の揺らめく煙に想ふ』（バン）
  - 『怪人スカウトGK』（殺し屋、従業員A、横取り怪人ウバイトール、戦闘員4）
- ぽわわわわん ろっこめ『あるひ森のなか短編にであった』（2024年11月3日 - 5日）[66]

### CM
- ヤマト運輸
- ネッツトヨタ
- UR賃貸住宅
- 名鉄観光

### その他コンテンツ
- 恋と嘘（2015年、PV）根島由佳吏

## ディスコグラフィ

### キャラクターソング
| 発売日         | 商品名                                                          | 歌                                        | 楽曲                                              | 備考                                                       |
| -------------- | --------------------------------------------------------------- | ----------------------------------------- | ------------------------------------------------- | ---------------------------------------------------------- |
| 2015年1月21日  | 人生相談テレビアニメーション「人生」 BD・DVD第5巻特典CD         | じんせーず featuring 赤松勇樹（内匠靖明） | 「GO!GO! じんせーず」                             | テレビアニメ『人生相談テレビアニメーション「人生」』関連曲 |
| 2016年3月2日   | ナースウィッチ小麦ちゃんR サウンドトラック&キャラクターソングス | 橘優斗（内匠靖明）                        | 「AGAIN!」                                        | テレビアニメ『ナースウィッチ小麦ちゃんR』関連曲            |
| 2017年3月22日  | glace                                                           | Alchemist                                 | 「Never Over」 「電脳マトリクス」 「悲しい雨」    | ゲーム『アイ★チュウ』関連曲                                |
| 2018年11月14日 | ラプンツェル ザ・シリーズ サウンドトラック                      | ヴァリアン（内匠靖明）                    | 「未来へ向かって」 「未来へ向かって(リプライズ)」 | テレビアニメ『ラプンツェル ザ・シリーズ』挿入歌            |
| 2020年12月18日 | ラプンツェル ザ・シリーズ シーズン3/さらなる力                  | ヴァリアン（内匠靖明）                    | 「全てを捨てて」 「明日へ進め」                   | テレビアニメ『ラプンツェル ザ・シリーズ』挿入歌            |